# Piktové a mučedníci
Piktové a mučedníci aneb Naprosto nevítaná návštěva (1943, The Picts and the Martyrs: or Not Welcome At All) je jedenáctý díl románového cyklu anglického spisovatele Arthura Ransoma o prázdninových dobrodružstvích dvou dětských sourozeneckých skupin, které se nazývají Vlaštovky a Amazonky, a jejich přátel.
Kniha se opět odehrává u jezera v tzv. Jezerní oblasti (Lake District) v severozápadní Anglii (jezero v knihách je složeno ze skutečných reálií kolem jezer Windermere a Coniston) a začíná tím, jak Amazonky (Nancy a Peggy Blackettovy) očekávají radostnou návštěvu. Na prázdniny má přijet Dick a Dorotka Callumovi. Ti se zase těší na plachtění na zbrusu nové plachetnici Skarab a na dokončení důležitých výzkumů v dole kapitána Flinta (objeveném v Holubí poště). Ale sotva Dick s Dorotkou dorazí, jako blesk z čistého nebe přijde nečekaná zpráva - na návštěvu přijede staromódní prateta, známá nám již z příběhu Trosečníci z Vlaštovky. A tak není na společné plachtění a táboření ani pomyšlení. Amazonky budou muset chodit v parádních šatech, učit se básničky a dělat společnost své protivné pratetě. Ale podnikavé a odvážné děti se nevzdávají, Dick s Dorotkou se ubytují v opuštěném psinci, kde se po způsobu dávných Piktů učí samostatně hospodařit, a Amazonky se zatím snaží své přátele před pratetou utajit.

## Česká vydání
- Piktové a mučedníci, Albatros, Praha 1987, přeložila Zora Wolfová, Toužimský a Moravec, Praha 2003 a 2014.